# Усмань (река)
У́смань (У́сманка) — левый приток реки Воронеж. Протекает по Воронежской и Липецкой областям. В нижнем течении называется Усманка.
Длина реки — 151 км, площадь бассейна — 2840 км². Берёт начало и течёт по Окско-Донской равнине. Питание преимущественно снеговое. Среднегодовой расход воды — в 117 км от устья — 1,99 м³/сек. Течение умеренное. Средняя ширина реки — 10—20 метров, на разливах до 50 м. Замерзает в ноябре — начале декабря, вскрывается в конце марта — апреле.
От истока течёт на юг, позже меняет направление на западное и наконец на северное. Мелководна. Используется для водоснабжения. На Усмани расположены город Усмань, село Новая Усмань и несколько других мелких поселений.
В бассейне Усмани — Воронежский заповедник.

## Питание
Пополняется в основном за счёт атмосферных осадков (неравномерно по сезонам года).
- Поступления талых вод — 70—75 %
- Грунтовое питание — 15—20 %
- Дождевое питание — 3—10 %

## Русло и пойма

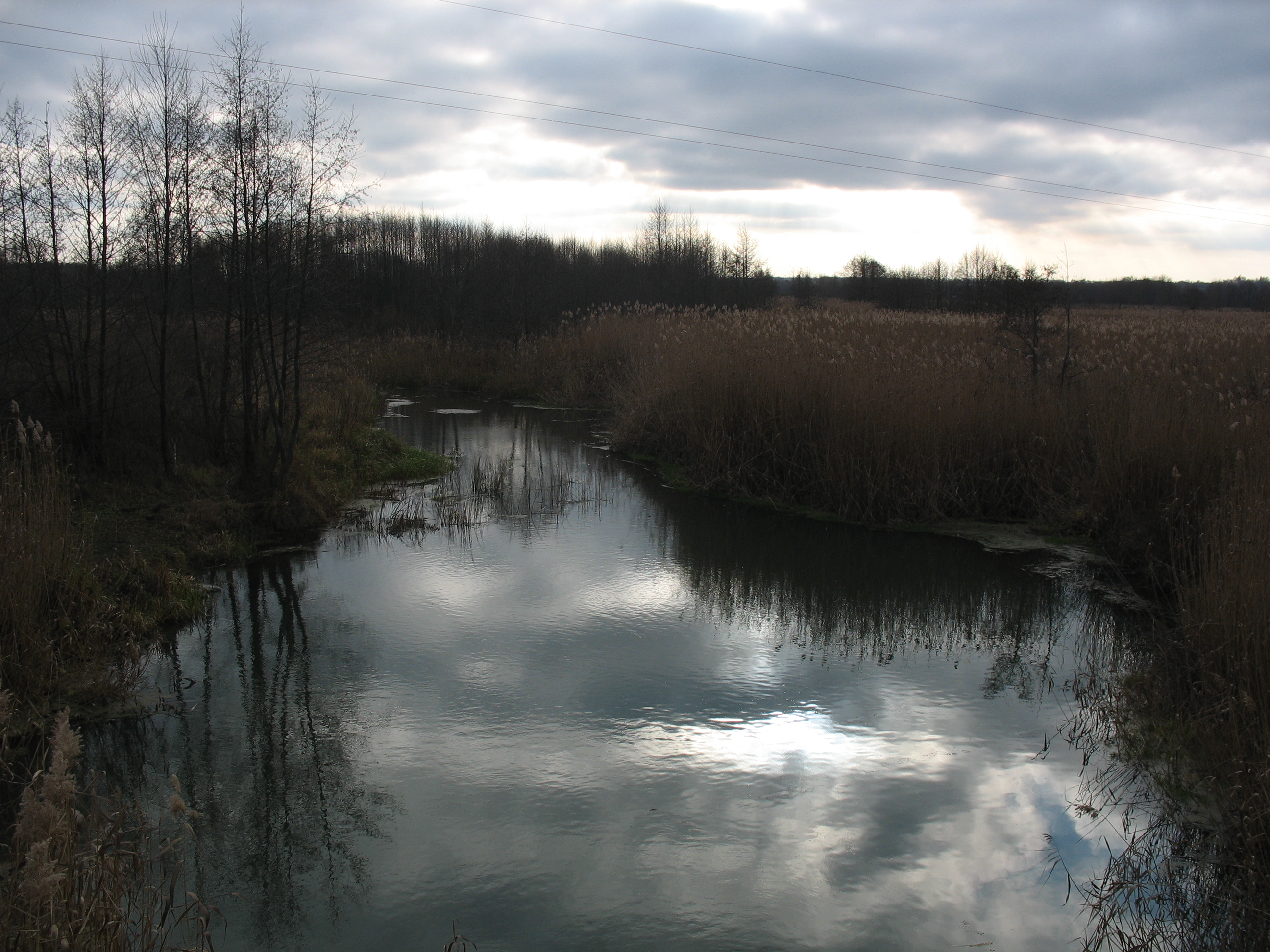
Река Усмань близ села Хреновое

Долина истока Усмани сплошь заболочена, раньше здесь велись разработки торфа и черноольшатника. Русло реки состоит из нескольких плёсов шириной до 60 м и глубиной до 3—4 м, соединённых узкими протоками-ручьями. Из-за незначительного уклона река представляет собой цепочку слабопроточных озёр с заболоченными берегами и затонами. В засушливые годы протоки сильно мелеют. Пойма большей частью заболочена, её ширина не превышает 1 км, а местами сужается до 300 м и меньше. Ниже управления заповедника расположены подпорные плотины, поддерживающие уровень воды в реке. В реке водятся 18 видов рыб. Многочисленны плотва, краснопёрка, окунь, уклейка, густера, верховка. Обычны язь, линь, щука, налим, пескарь, вьюн, ёрш, щиповка, усатый голец. Редки карась золотой, карась серебряный, горчак.

## Притоки
В Усмань впадает около двадцати притоков длиной 0,6—50 км. Наиболее крупные притоки реки Хава, Приваловка, Девица, Хомутовка, ручьи Макарий, Шеломенский, Ямный, Дедовский.

## Населённые пункты на Усмани
По порядку от истока:
Липецкая область
Московка, Куриловка, Пушкари, Красное, Сторожевое, Бочиновка, Терновка, Усмань, Новоуглянка, Песковатка-Боярская.
Воронежская область
Забугорье, Парижская Коммуна, Орлово, Горки, Хреновое, Рыкань, Новая Усмань, Отрадное, Бабяково, Воронеж (Репное, Сомово, Боровое), посёлок Луч.

## Этимология
Гидроним Усмань обычно возводится к иранскому *asman «камень». Название реки не соответствует природным особенностям реки Усмани и вероятно было перенесено переселенцами из Черниговского княжества от реки Эсмань сейчас (Сумская область Украины). Смолицкая объясняет переход начального а/о в у по аналогии вариантами агурцы/угурцы и слова огурецы.
По преданию название реки произошло от имени девушки. Легенда, имеющая множество разных вариантов, рассказывает об утонувшей в реке красивой татарской девушке, дочери хана. Похожая легенда есть и о притоке Усмани — Хаве.